# Vörs
Vörs is een plaats (község) en gemeente in het Hongaarse comitaat Somogy. Vörs telt 478 inwoners (2001).